# Альяме, Жак
Жан-Жак Альяме (фр. Jean Jacques Aliamet; 30 ноября 1726, Абвиль — 29 мая 1788, Париж) — французский гравёр и издатель эстампов. Его сводный брат, Франсуа-Жермен Альяме (1734—1790), также был гравёром.

## Биография
Жак Альяме родился в Абвиле (Северная Франция) в приходе Сен-Жиль 30 ноября 1726 года. Он был вторым ребёнком из шести (или восьми) детей от первого брака Х.-А. Альяме, торговца из Абвиля, с Мари-Жанной-Франсуазой Матье. Отец художника в 1735 году был вторым судьей совета в Абвиле, скончался в 1747 году.
В юном возрасте Жак Альяме проявил способности к рисованию. В возрасте пятнадцати лет родители отдали его в ученики художнику-гравёру из Абвиля Филиппу-Огюстену Лефевру. Через восемнадцать месяцев учитель отвёз мальчика в Париж и порекомендовал его своему земляку Роберу Экке, гравёру и торговцу эстампами, издателю, а потому тесно общавшемуся со многими художниками. Тот направил Жака в студию Жака-Филиппа Леба, где молодой художник завершил своё обучение. Он стал одним из лучших его учеников.
Жак Альяме пробыл в мастерской Леба два или три года, а затем в течение шести месяцев занимался рисунком у Шарля Андре Ван Лоо, в то время директора Королевской академии живописи и скульптуры.
Принятый в Королевскую академию в 1763 году (по некоторым источникам он был лишь утверждён, но не стал официальным членом) и это позволило ему получить титул «гравёра короля». Альяме обучал гравёров Де Гендта, Жака Куше и Шарля-Франсуа-Адриена Макре. С 1764 по 1771 год он трудился издателем и торговцем печатной продукции на улице Матюрен в Париже.
Жак Альяме работал в технике офорта, резца и сухой иглы. Он считался одним из самых известных и блестящих гравёров своего времени. Его гравюры отличаются точностью рисунка и гармонией тонов. Он изображал сцены из повседневной жизни, основанные на картинах фламандских и голландских художников, а также «пейзажи с фигурами», в частности, по оригиналам Клода Жозефа Верне.
Жак Альяме создал множество гравюр и более ста тридцати виньеток, включённых во многие печатные издания. Некоторые выполнены по рисункам Шарля Эйзена, Юбера-Франсуа Гравло, Жана-Батиста Удри, в том числе для таких изданий, как «Басни» Лафонтена (Fables de La Fontaine, в четырёх томах, 1755—1759) и его же «Сказки и рассказы в стихах» (La Fontaine. Contes et Nouvelles en vers; издания 1762 и 1795 года).
Жак Альяме принимал активное участие в составлении сборника «Завоевания императора Китая» по просьбе императора Китая Цяньлуна (Les Conquêtes de l’empereur de la Chine).

## Галерея

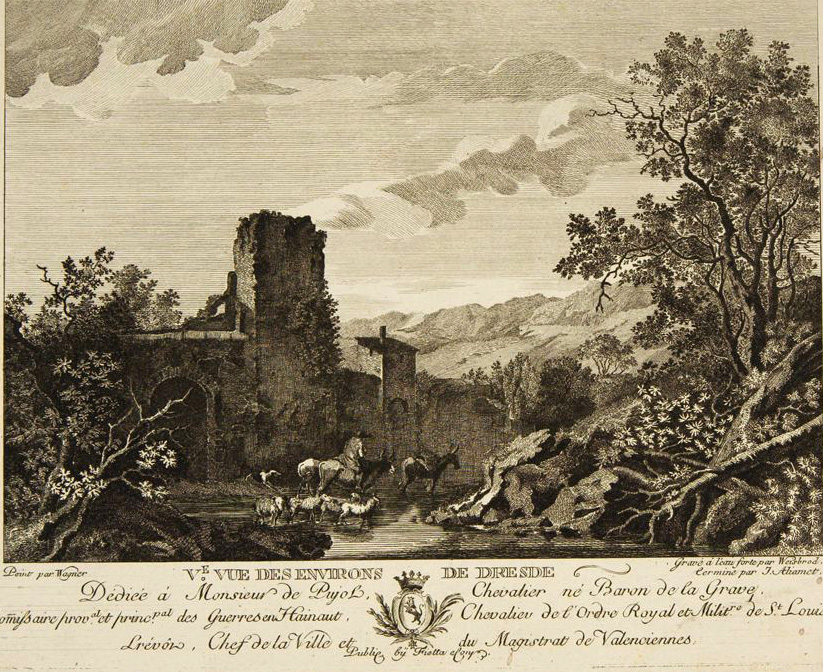
Вид окрестностей Дрездена. По картине И. Г. Вагнера. Офорт
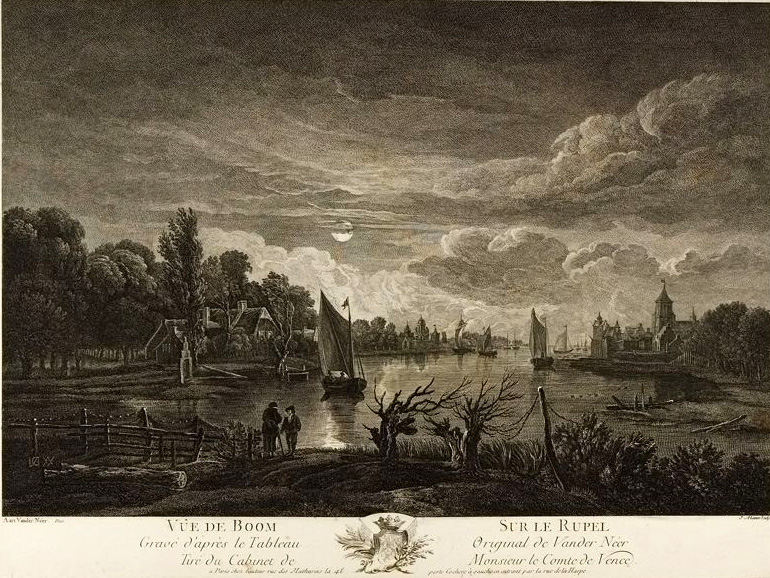
Вид с Бума на Рупель. По картине А. ван дер Нера.
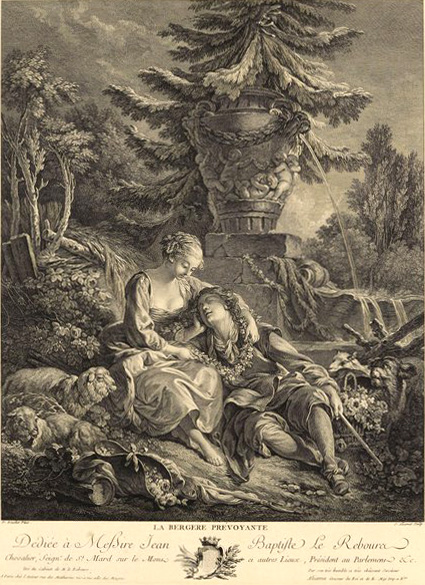
Предусмотрительная пастушка. По оригиналу Ф. Буше
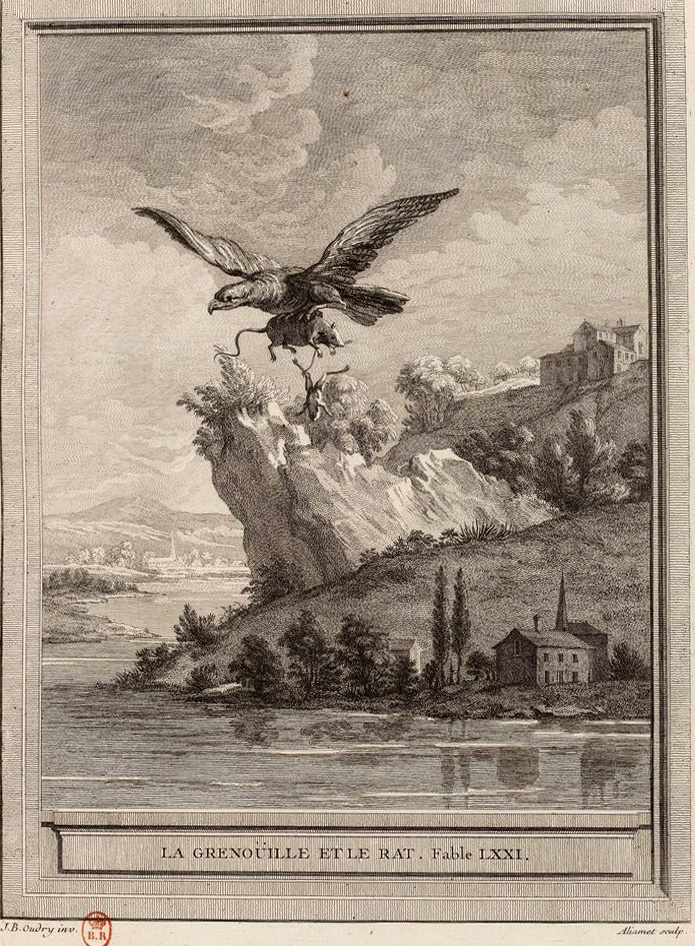
Лягушка и крыса. Иллюстрация к «Басням» Жана де Лафонтена. 1755–1759. По рисунку Ж.-Б. Удри. Офорт, резец
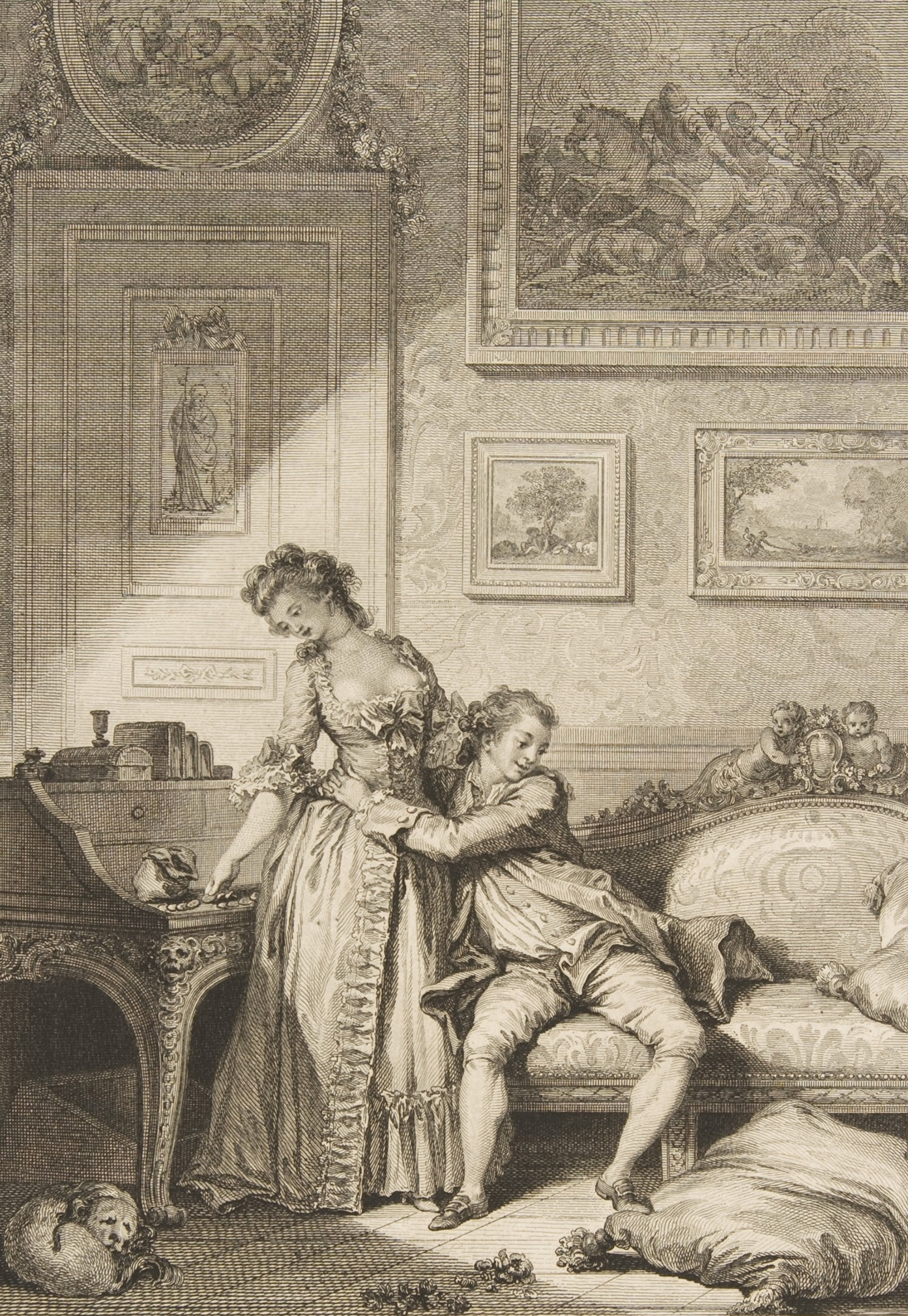
Скупая женщина и галантный мошенник. Иллюстрация к «Сказкам и рассказам в стихах» Жана де Лафонтена. 1795. По рисунку Ж.-О. Фрагонара. Офорт, резец
Битва при Аркюле. Офорт из серии «Завоеваний западных регионов» (цикла «Завоевания императора Китая»). Между 1769 и 1774
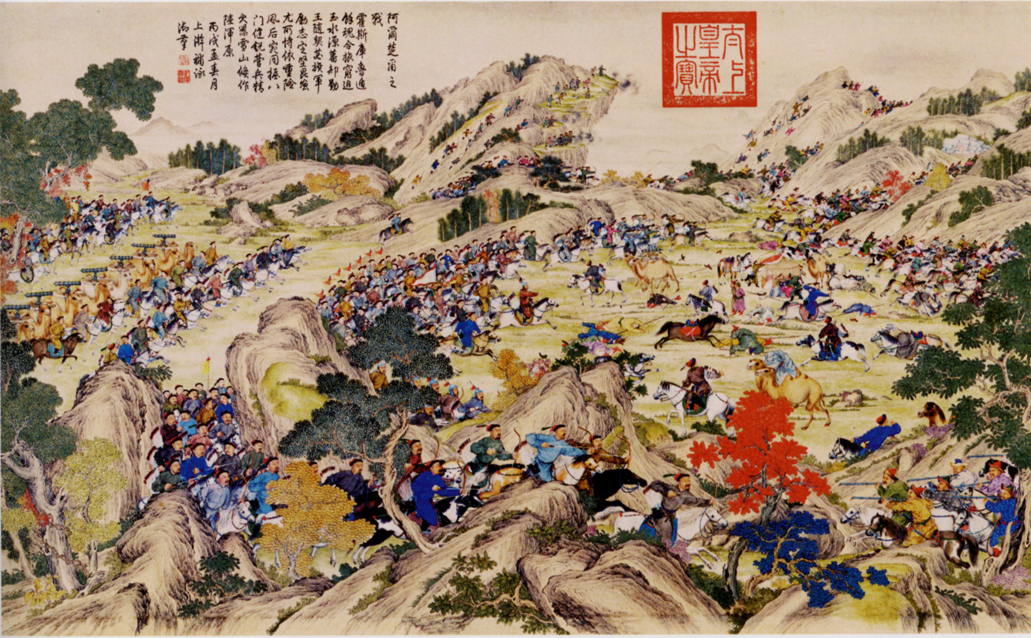
Подготовительный рисунок. Выполнен в Китае миссионерами-иезуитами: Дж. Кастильоне, Ж.-Д. Аттире, И. Сихельбартом и Ж. Дамаскином. Между 1765 и 1769. Музей императорского дворца, Пекин